# HMS Britannia (1682 г.)
HMS Britannia — 100-пушечный первоклассный линейный корабль Королевского флота. Корабль был частью принятой в 1677 году программы строительства и стал единственным кораблём первого ранга. Строительство корабля было начато Финеасом Петтом II на верфи Чатема и продолжено Робертом Ли, который стал преемником Петта в июле 1681 года. Корабль был спущен на воду 27 июня 1682 года. Сохранилась модель корабля, принадлежавшая чиновнику Адмиралтейства Чарльзу Серджисону. Нос корабля украшала конная статуя короля Карла на крылатом драконе. Недолгое время командиром корабля был Джон Бенбоу, затем — капитан Джон Флетчер.
19 мая 1692 года Britannia был флагманом союзного флота в битве при Барфлёре. В 1705 году корабль взял на борт Карла III Испанского по пути в Каталонию.
В 1714 году Britannia была разобрана и перестроена на верфи Вулиджа по образцу корабля Royal Sovereign, откуда она снова спустилась на воду 30 октября 1719 года, снова как 100-пушечный корабль первого ранга. С 1734 по 1736 год капитаном корабля был сэр Танкред Робинсон.

## В культуре
Корабль изображён на картине Антонио Веррио «Апофеоз королевы Анны» (около 1703). Кроме того, корабль как минимум дважды изображал британский маринист Айзек Сэйлмейкер.